# Vincenzo Lancia

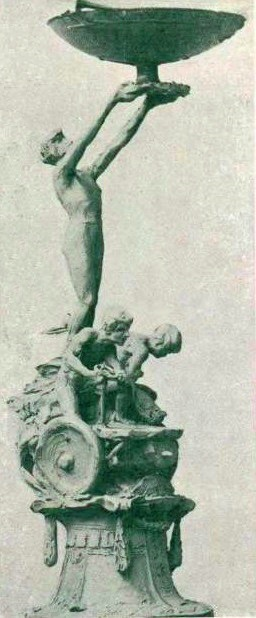
La Coupe d'Or de l'Automobile Club de Milan, remise en 1906 à Vincenzo Lancia pour sa victoire dans l'épreuve d'endurance du même nom (4000 km).

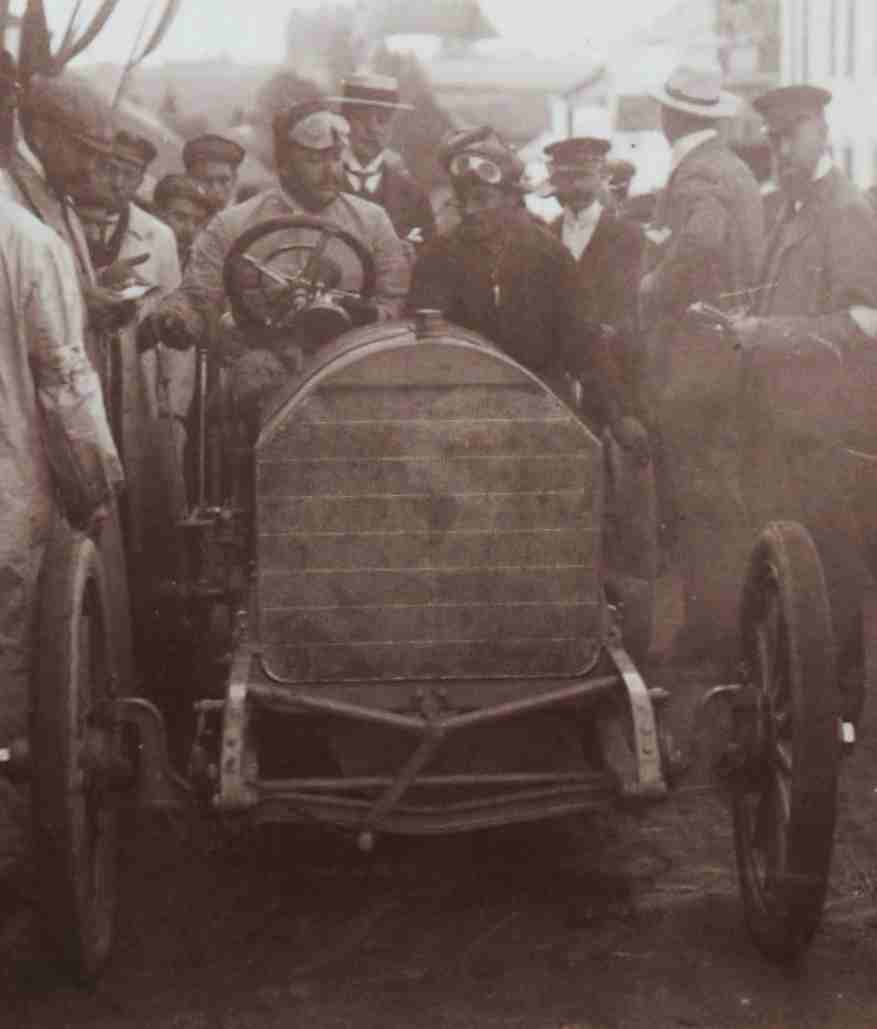
Vincenzo Lancia au départ du circuit des Ardennes sur Fiat (1904, deuxième journée).

Vincenzo Lancia, né le 24 août 1881 dans le petit village de Fobello dans la Valsesia, dans le Piémont, et mort le 15 février 1937 à Turin, était un pilote automobile et un industriel italien, fondateur du constructeur automobile Lancia.

## Biographie
Vincenzo Lancia est le cadet de quatre garçons d'une famille aisée dont le père possède une entreprise dans le secteur de l'industrie alimentaire. Il fait des études de droit avec une spécialité en jurisprudence. Les résultats scolaires du jeune « Censin » ne furent pas des plus brillants car c'était un étudiant qui n'était pas motivé par cette profession ; très tôt, il avait dévoilé sa passion pour la mécanique et les moteurs.
Il obtint ensuite l'autorisation de son père pour devenir mécanicien dans la nouvelle usine de Giovanni Battista Ceirano qui venait d'être créée à Turin et qui fabriquait dans un premier temps des bicyclettes sous la marque Welleyes au nom anglophone mais qui était toute turinoise, puis réalisa un prototype d'automobile du même nom en 1899. Cette automobile suscita la curiosité des spécialistes dès sa présentation et connut un énorme succès de réservations dès l'annonce de sa commercialisation. Pour sa fabrication en série, Ceirano conclut un accord industriel qui conduit à la création de Fiat qui acheta l'entreprise Ceirano avec les brevets, installations industrielles et garda les salariés, ce qui fait que Vincenzo Lancia devint salarié de Fiat.
C'est ainsi que dès l'âge de 18 ans, Vincenzo Lancia commence sa carrière professionnelle dans la société FIAT qui, déjà à l'époque, était le plus important constructeur d'automobiles du pays. Après une première période passée au département essais et mise au point, le jeune Lancia démontre des qualités comme pilote de course. Il débute ainsi dans une nouvelle voie et est désigné pilote de l'écurie Fiat dans les courses locales. Il offrira ainsi à Fiat les premières victoires de son histoire dans le Paris-Vicenza-Bassano-Treviso-Padua (juillet 1900), la côte de Turin Sassi-Superga (1902), celle de Susa-Montecenisio (1902 et 1904), et le sprint de Conegliano (1902). Il gagne aussi en 1904 la Coppa della Consuma, la deuxième édition de la Coppa Brescia, et les sprints de Padoue. En 1906 il est le lauréat d'une épreuve d'endurance avec Fiat, la "Coupe d'Or" du Milan Automobile-Club, qui traverse sur près de 4 000 kilomètres durant la deuxième quinzaine du mois de mai toutes les grandes villes italiennes. En 1907 il s'impose dans la première manche éliminatoire du Kaiserpreis, réalisant alors le meilleur temps au tour ainsi qu'en finale. Il termine encore deuxième de Brescia-Cremona-Mantua-Verona-Brescia en septembre 1900, des sprints de Padoue 1902, de la Coupe Vanderbilt 1906 (derrière Louis Wagner), et des Targa Florio 1907 et 1908. Il finit aussi cinquième du Grand Prix de France 1906 (abandons en 1907 et 1908), et il cesse de courir en 1909.
D'un caractère entier, le jeune Lancia est un pilote très volontaire et rapide, voire un peu trop exubérant dans sa manière de piloter, ce qui le conduit parfois à la faute. Il obtiendra sa notoriété grâce aux records de vitesse sur un tour et à ses nombreuses victoires. Sa carrière de pilote se poursuivra, toujours chez Fiat, jusqu'en 1908, soit deux ans après la création de sa propre marque de voitures, Lancia.
Les récits de cette époque font état d'un chef d'entreprise très exigeant et méticuleux alors qu'il était tout le contraire en famille. Il était défini par les siens comme un homme jovial, bon vivant et d'excellente compagnie, amateur de musique, en particulier de... Richard Wagner. 
En 1906, il réussit à transformer ses rêves en réalité. Il devient chef d'entreprise et crée une société pour la construction de voiture automobiles avec la collaboration d'un de ses amis et collègue de Fiat, Claudio Fogolin. Ils fondent tous les deux, à Turin, la société industrielle qui porte toujours son nom : Lancia.
L'histoire raconte que sa démission de la société du sénateur Giovanni Agnelli s'est bien passée, sans traumatisme ni conflit. Ceci explique qu'il soit resté pilote de Fiat pendant encore deux années après son départ. Certains affirment même que la famille Agnelli et Fiat ont aidé le jeune Lancia à ses débuts pour son insertion dans le monde industriel.
Le jeune Lancia met toute son énergie dans le développement de sa société Lancia, il sera même le pilote d'essai de ses nouveaux modèles. Au début, il renoncera à sa propre vie privée et n'épousera Adele Miglietti, sa secrétaire, qu'en 1922, à l'âge de 41 ans. Ils auront trois enfants : Anna Maria, Gianni et Eleonora.
Il restera à tout jamais lié au monde des courses automobiles. Il aidera grandement à la réalisation de l'autodrome de Monza, circuit réputé et connu dans le monde entier et qui encore de nos jours accueille parmi tant d'autres, le Grand Prix d'Italie de Formule 1, et dont il posa la première pierre en 1922.
Vincenzo Lancia meurt le 15 février 1937, à seulement 55 ans, victime d'une attaque cardiaque foudroyante.

## Galerie

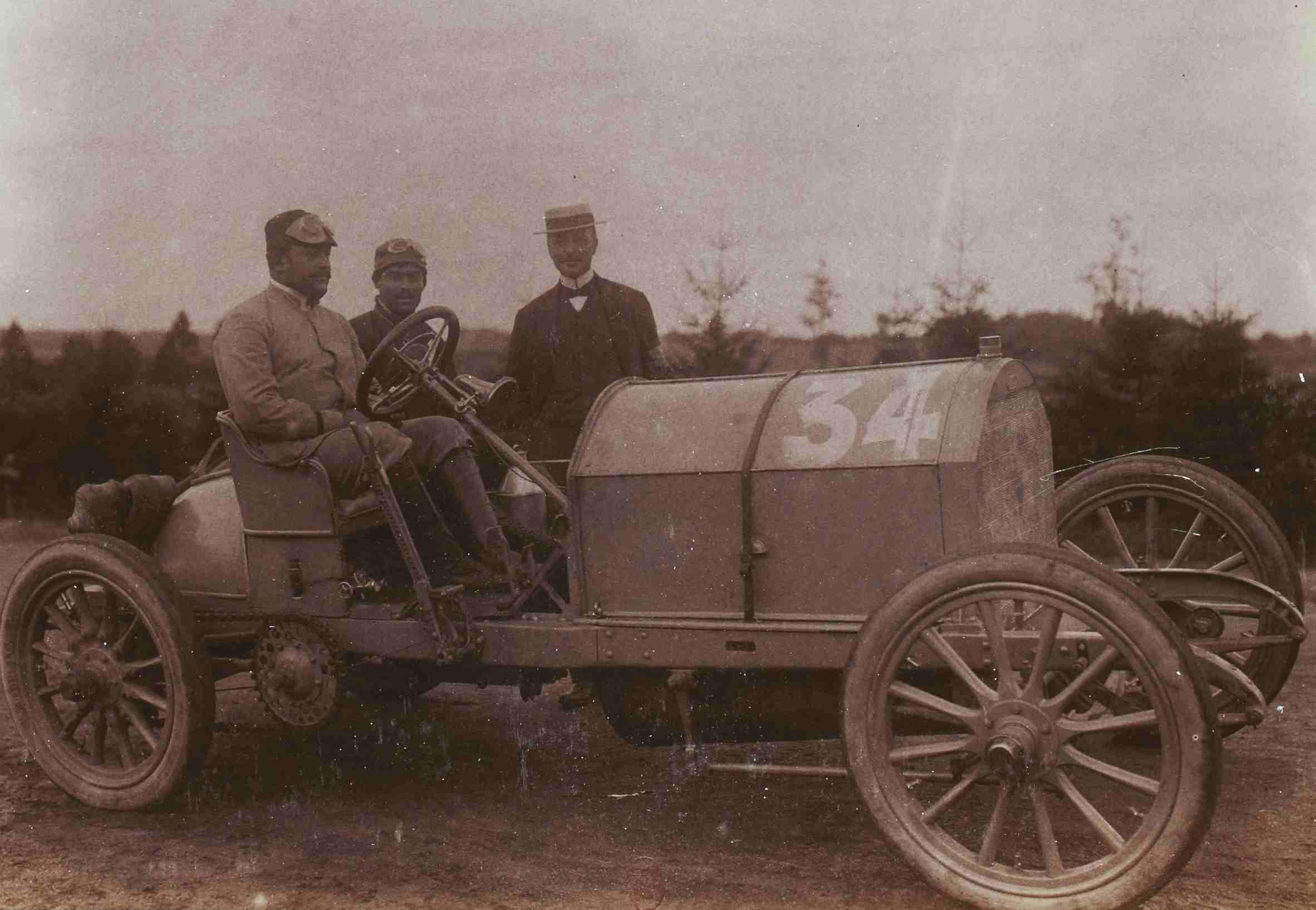
Vicenzo Lancia sur Fiat (circuit des Ardennes 1904).
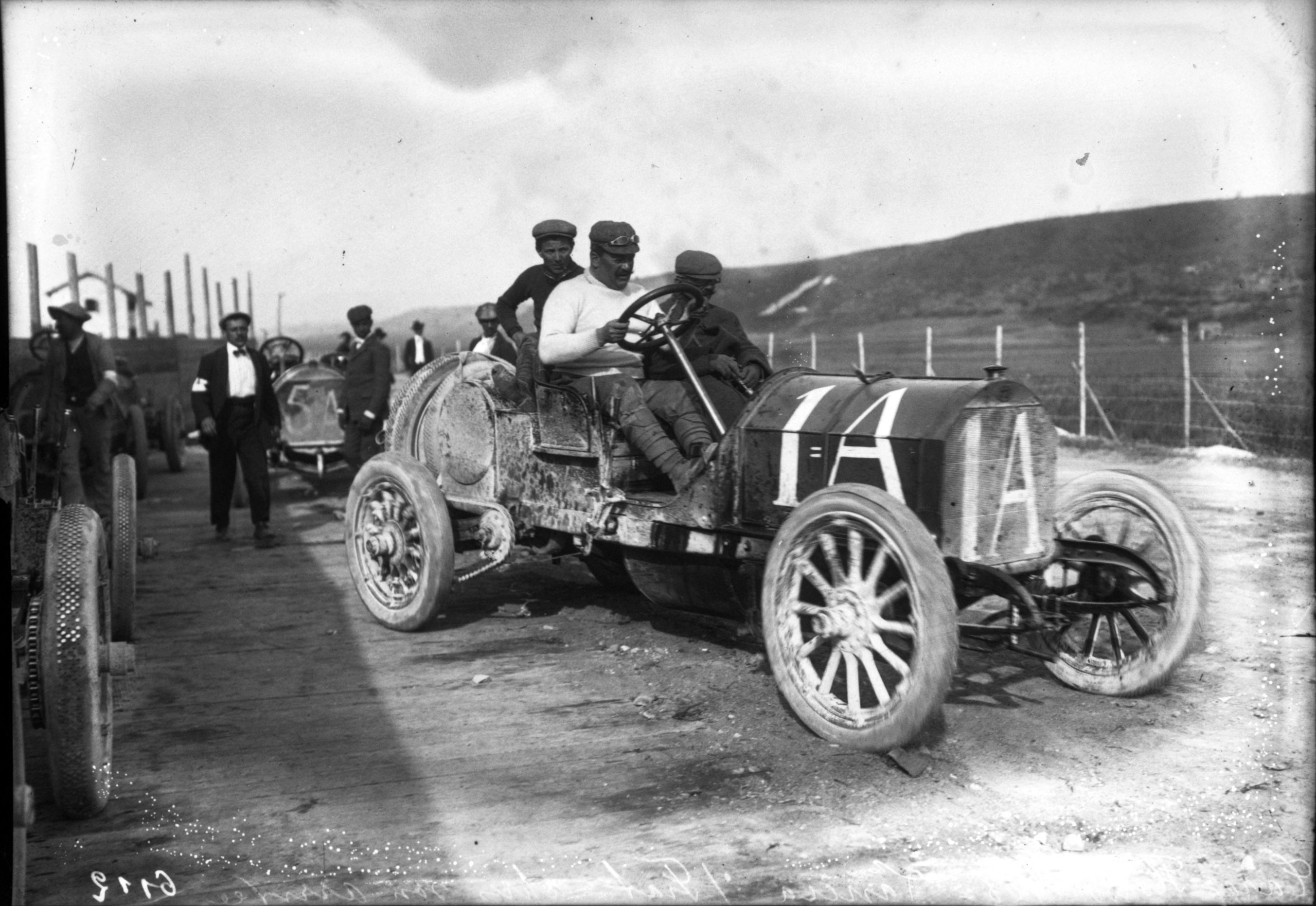
Lancia sur la Fiat 50hp, à la Targa Florio 1908.
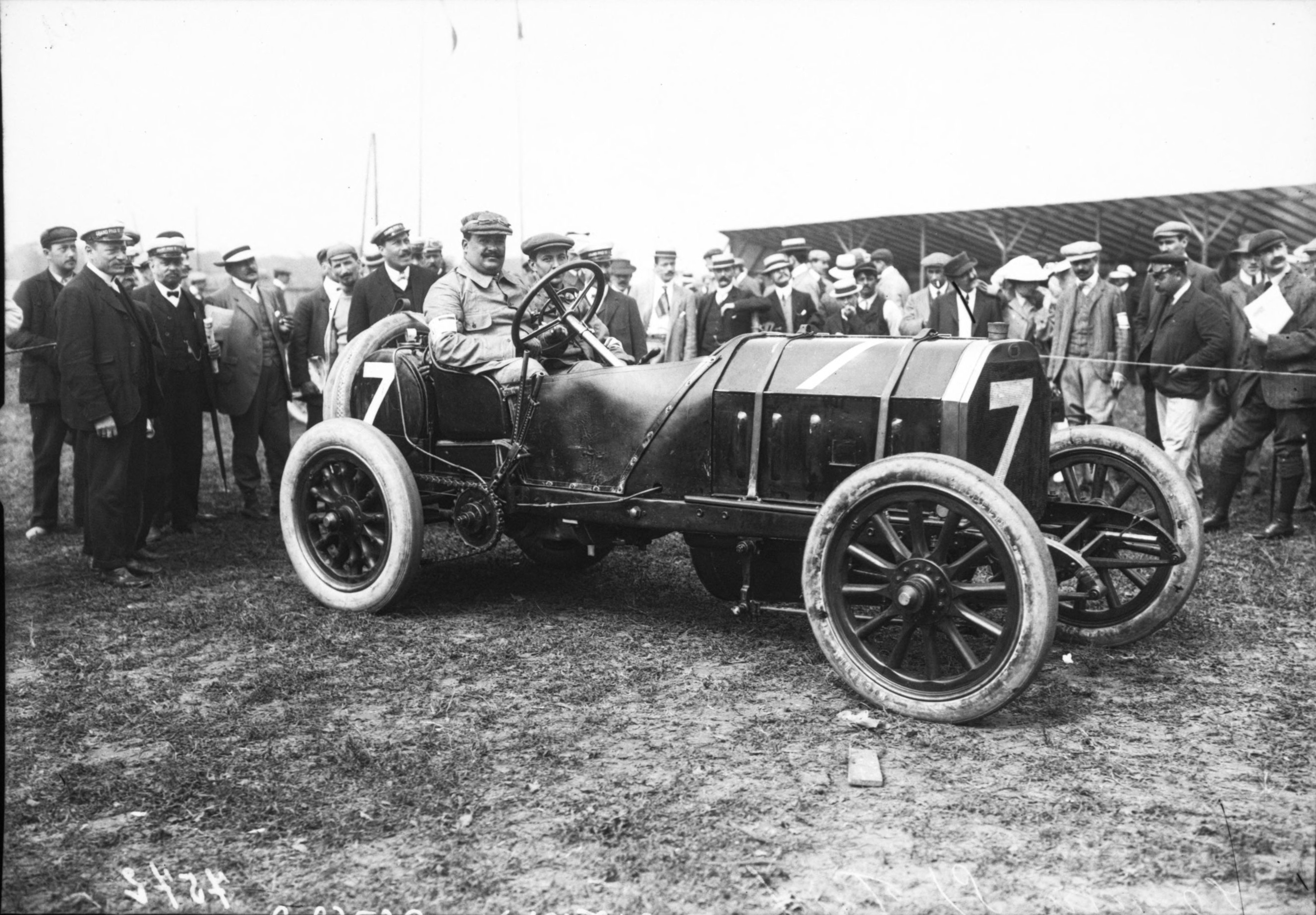
Lancia au GP de France 1908.